# جو غيتس
جو غيتس (بالإنجليزية: Joe Gates)‏ هو لاعب كرة قاعدة أمريكي، ولد في 3 أكتوبر 1954 في غاري في الولايات المتحدة، وتوفي بنفس المكان في 28 مارس 2010.

## وصلات خارجية
- جو غيتس على موقعبيزبول رفرنس.كوم (الدوري الرئيسي) (الإنجليزية)
- جو غيتس على موقعبيزبول رفرنس.كوم (الدوري الثانوي) (الإنجليزية)